# Anna Kavan
Anna Kavan, née Helen Emily Woods (Cannes, 10 avril 1901 - Londres, 5 décembre 1968), est une romancière et nouvelliste britannique. Au début de sa carrière, elle a publié sous le pseudonyme d'Helen Ferguson.

## Biographie
Enfant unique de parents aisés, Anna Kavan a une enfance instable, ballottée entre divers pensionnats en Europe et aux États-Unis. Mal aimée par sa mère, son père se suicide lorsqu'elle n'a que treize ans. Elle connaît des périodes récurrentes de dépression. 
Elle se marie et divorce à deux reprises ; une première fois en Birmanie à 17 ans, période où elle commence à écrire, et une seconde fois avec Stuart Edmonds, mariage qui prend fin en 1942, la laissant désespérée. Son fils unique Bryan est tué pendant la Seconde Guerre mondiale ; sa fille unique Margaret décède peu après sa naissance. 
Atteinte d'une maladie de la colonne vertébrale extrêmement douloureuse, elle devient héroïnomane et le reste durant toute sa vie adulte. Des tentatives de suicide et internements psychiatriques ont rythmé une vie placée sous le signe de la fuite, fuite s'exprimant par de nombreux voyages tant réels qu'intérieurs. C'est cette vie qui l'aide à façonner et développer un style lui permettant de traduire le rêve, le cauchemar et le fantasme. Ses fictions surréalistes et oniriques expriment un mal de vivre profond et sont imprégnées des sentiments provoqués par ses épisodes dépressifs. 
Anna Kavan est mentionnée dans le journal de son amie et correspondante Anaïs Nin qui écrit à son sujet : « Vous avez un style si beau, une telle clarté pour traiter des domaines confus et mystérieux ». 
Officiellement, elle meurt des suites d'une crise cardiaque, mais le doute persiste sur la cause réelle de son décès, l'overdose d'héroïne ayant été également évoquée.

## Carrière littéraire
Ses six premiers ouvrages sont publiés dans les années 1920 sous le pseudonyme d'Helen Ferguson, nom de son premier mari. Au début de la Seconde Guerre mondiale, elle change officiellement de nom et amorce une carrière d'écrivain avant-gardiste. Développant un « langage nocturne » (selon les mots d'Anaïs Nin), elle peut être comparée à Djuna Barnes, Virginia Woolf, Anaïs Nin et Franz Kafka. Elle utilise désormais comme nom d'auteur Anna Kavan dont elle avait préalablement baptisé l'héroïne des romans Laissez-moi ma solitude (Let Me Alone), paru en 1930, et A Stranger Still, paru en 1935. Ces premiers romans et nouvelles donnent quelques indications sur le style expérimental de ses futurs textes. Ainsi L'Adversaire céleste (I am Lazarus) est un recueil de nouvelles où chaque texte explore le paysage intérieur de l'auteure. Le recueil est publié après un premier internement et une tentative de suicide de l'auteure. 
Anna Kavan collabore à une reprise avec son analyste et ami, Karl Theodor Bluth, pour l'écriture de The Horse Tale en 1949.
Voyageuse invétérée, elle séjourne pendant vingt-deux mois en Nouvelle-Zélande pendant la Seconde Guerre mondiale. Ce sont les paysages de ce pays proche de l'Antarctique qui lui auraient inspiré l'écriture de Neige (Ice), un roman post-apocalyptique, particulièrement bien reçu par la critique, lui vaut le prix Brian Aldiss du meilleur roman de science-fiction de l'année en 1967.
Nombre de ses ouvrages ont été publiés après sa mort. Certains furent édités par son ami Rhys Davies. Les éditions londoniennes de Peter Owen ont largement promu son œuvre et continuent d'imprimer ses ouvrages.
À côté de sa carrière d'écrivaine, Anna Kavan a aussi été peintre : elle expose en 1935 à la galerie Wertheim de Londres. En 1950, elle fonde la société d'architecture et de design Kavan. Dans les années 1960, elle achète et rénove nombre de vieilles maisons londoniennes, planifie et supervise les travaux de sa propre maison. De nombreux articles de la presse spécialisée de l'époque citent ses travaux de décoratrice d'intérieur.
Beaucoup de documents originaux sont disponibles à la bibliothèque McFarlin de l'université de Tulsa, département des collections spéciales et archives universitaires.

## Œuvre

### Romans signés Helen Ferguson
- A Charmed Circle (1929)
- The Dark Sisters (1930)
- Let Me Alone (1930) Publié en français sous la signature Anna Kavan et sous le titre Laissez-moi ma solitude, traduit par Claire Malroux, Paris, Presses de la Renaissance, 1981  (ISBN 2-85616-207-X) ; réédition, Paris, 10/18, coll. « Domaine étranger » no 2347, 1993  (ISBN 2-264-01689-2)
- A Stranger Still (1935)
- Goose Cross (1936)
- Rich Get Rich (1937)

### Romans signés Anna Kavan
- Change The Name (1941)
- Sleep Has His House (1948), aussi paru sous le titre The House of Sleep Publié en français sous le titre Demeures du sommeil, traduit par Viviane Forrester, Paris, H. Veyrier, coll. « Off », 1977  (ISBN 2-85199-157-4)
- The Horse's Tale (1949), en collaboration avec K. T. Bluth
- A Scarcity of Love (1956)
- Eagle's Nest (1957)
- Who Are You? (1963) Publié en français sous le titre L'oiseau, qui es-tu ?, traduit par Claire Malroux, Paris, H. Veyrier, coll. « Off », 1979  (ISBN 2-85199-194-9)
- A Stranger Still (1935)
- Ice (1967) Publié en français sous le titre Neige, suivi de Mal aimées, traduit par Ronald Blunden et Marie Noëlle Blunden, Paris, Stock, coll. « Le Cabinet cosmopolite », 1975  (ISBN 2-234-00122-6) ; réédition, Paris, Cambourakis, 2013  (ISBN 978-2-36624-049-8)
- Mercury (1994), publication posthume
- The Parson (1995), publication posthume
- Guilty (2007), publication posthume

### Recueils de nouvelles signés Anna Kavan
- Asylum Piece (1940) Publié en français sous le titre Une représentation à l'asile, traduit par Gérard-Georges Lemaire , Paris, C. Bourgois, coll. « Les derniers mots », 1983  (ISBN 2-267-00335-X)
- I Am Lazarus (1945) Publié en français sous le titre L'Adversaire céleste, traduit par Alette et Jacques Havet, Paris, Éditions du Sagittaire, 1947
- A Bright Green Field and Other Stories (1958)
- Julia and the Bazooka (1970), publication posthume Publié en français sous le titre Nouvelles d'une vie : Julia et son bazooka, traduit par Claire Malroux, Bruxelles, Éditions Complexe, coll. « L'Heure furtive », 1990  (ISBN 2-87027-342-8)
- My Soul in China (1974), publication posthume Publié en français sous le titre Mon âme en Chine, traduit par Odile de Lalain, Paris, Flammarion, coll. « Bibliothèque anglaise », 1984  (ISBN 2-08-064653-2)
- My Madness: Selected Writings (1990), publication posthume
- Des machines dans la tête (2022), publication posthume

Recueil de nouvelles traduit par Laetitia Devaux, Editions Cambourakis, Paris, coll. "Littérature"  (ISBN 978-2-36624-635-3)

## Anthologies
- Department of Slight Confusion, in Book: A Miscellany. no 3, edited by Leo Bensemann & Denis Glover. Christchurch: Caxton Press, 1941
- Ice Storm, in New Zealand New Writing, edited by Ian Gordon. Wellington: Progressive Publishing Society, 1942
- I Am Lazarus, in Horizon VII, no. 41, 1943, p. 353-61
- New Zealand: An Answer to an Inquiry, in Horizon VIII, no. 45, 1943, p. 153-61
- The Big Bang, in Modern Short Stories, edited by Denys Val Baker. London: Staples & Staples, 1943
- Face of My People, in Horizon IX, no. 53, 1944, p. 323-35
- Face of My People, in Little Reviews Anthology 1945, edited by Denys Val Baker. London: Eyre & Spottiswoode, 1945
- I Am Lazarus, in Stories of the Forties Vol. 1, edited by Reginald Moore & Woodrow Wyatt. London: Nicholson & Watson, 1945
- Two New Zealand Pieces, in Choice, edited by William Sansom. London: Progressive Publishing, 1946
- Brave New Worlds, in Horizon, edited by Cyril Connolly. London, 1946
- The Professor, in Horizon, edited by Cyril Connolly. London, 1946
- Face of My People, in Modern British Writing, edited by Denys Val Baker. New York: Vanguard Press, 1947
- I Am Lazarus, in The World Within: Fiction Illuminating Neuroses of Our Time, edited by Mary Louise W. Aswell. New York: McGraw-Hill Books, 1947
- The Red Dogs, in Penguin New Writing, Vol. 37, edited by John Lehmann. Harmondsworth: Penguin, 1949
- The Red Dogs, in Pleasures of New Writing: An Anthology of Poems, Stories, and Other Prose Pieces from the Pages of New Writing, edited by John Lehmann. London: John Lehmann, 1952
- Happy Name, in London Magazine, edited by Alan Ross. London, 1954
- Palace of Sleep, in Stories for the Dead of Night, edited by Don Congdon. New York: Dell Books, 1957
- A Bright Green Field, in Springtime Two: An Anthology of Current Trends, edited by Peter Owen & Wendy Owen. London: Peter Owen Ltd., 1958
- High in the Mountains, in London Magazine, edited by Alan Ross. London, 1958
- Five More Days to Countdown, in Encounter XXXI, no. 1, 1968, p. 45-49
- Julia and the Bazooka, in Encounter XXXII, no. 2, 1969, p. 16-19
- World of Heroes, in Encounter XXXIII, no. 4, 1969, p. 9-13
- The Mercedes, in London Magazine 1970, p. 17-21
- Edge of Panic, in Vogue, October 1 1971, p. 75-83
- Sleep Has His House, excerpts. In The Tiger Garden: A Book of Writers’ Dreams. Foreword by Anthony Stevens. London: Serpent’s Tail, 1996
- The Zebra Struck, in The Vintage Book of Amnesia, edited by Jonathan Lethem. New York: Vintage Books, 2000